# Произведение (теория категорий)
Произведение двух или более объектов — это обобщение в теории категорий таких понятий, как декартово произведение множеств, прямое произведение групп и произведение топологических пространств. Произведение семейства объектов — это в некотором смысле самый общий объект, имеющий морфизмы во все объекты семейства.

## Определение
Пусть задано {\displaystyle \{X_{i}\}_{i\in I}} — индексированное семейство (не обязательно различных) объектов категории {\displaystyle C}. Объект {\displaystyle X} категории {\displaystyle C} вместе с семейством морфизмов {\displaystyle \pi _{i}\colon X\to X_{i}} является произведением семейства объектов {\displaystyle \{X_{i}\}_{i\in I}}, если для любого объекта {\displaystyle Y\in C} и любого семейства морфизмов {\displaystyle f_{i}\colon \,Y\to X_{i}} существует единственный морфизм {\displaystyle f\colon \,Y\to X}, для которого следующая диаграмма:
коммутативна для каждого {\displaystyle i\in I} (то есть {\displaystyle \pi _{i}\circ f=f_{i}}). Морфизмы {\displaystyle \pi _{i}} называются каноническими проекциями.
Приведенное определение равносильно следующему:
Объект {\displaystyle X} вместе с семейством проекций {\displaystyle \{\pi _{i}\}_{i\in I}} является произведением семейства объектов {\displaystyle \{X_{i}\}_{i\in I}} тогда и только тогда, когда для любого объекта {\displaystyle Y\in C} отображение
{\displaystyle \mathrm {Hom} _{C}(Y,X)\rightarrow \prod _{i\in I}\mathrm {Hom} _{C}(Y,X_{i}),\;f\mapsto \prod _{i\in I}(\pi _{i}\circ f)}
биективно.
Произведение двух объектов обычно обозначают {\displaystyle X_{1}\times X_{2}}, при этом диаграмма принимает вид
Морфизм {\displaystyle f} при этом иногда обозначается {\displaystyle \langle f_{1},f_{2}\rangle }.
Единственность результата операции {\displaystyle \langle -,-\rangle } можно альтернативно выразить как равенство {\displaystyle \langle \pi _{1}\circ h,\pi _{2}\circ h\rangle =h}, верное для любых {\displaystyle h}.

## Примеры
- В категории множеств категорное произведение совпадает с декартовым.
- В категории топологических пространств произведению пространств соответствует пространство, носитель которого является декартовым произведением носителей сомножителей, а топология определяется как произведение их топологий.
- В категории групп произведение групп определяется как их прямое произведение.
- В категории проективных многообразий категорное произведение можно задать при помощи вложения Сегре.
- Частично упорядоченное множество может рассматриваться как категория, в которой морфизм из {\displaystyle a} в {\displaystyle b} существует тогда и только тогда (по определению), когда {\displaystyle a\geqslant b} (причём между двумя объектами не может быть более одного морфизма). При этом произведением семейства линейно упорядоченных объектов является их наибольшая нижняя грань, а копроизведением — наименьшая верхняя грань.

## Свойства
- Если произведение объектов существует, то оно единственно с точностью до изоморфизма.
- Коммутативность: {\displaystyle a\times b\simeq b\times a.}
- Ассоциативность: {\displaystyle (a\times b)\times c\simeq a\times (b\times c)}
- Если в категории существует терминальный объект {\displaystyle \ 1}, то {\displaystyle a\times 1\simeq 1\times a\simeq a.}
- Приведённые выше свойства формально сходны со свойствами коммутативного моноида. Более точно, категория, в которой определено произведение любых двух объектов и имеется терминальный объект, является симметричной моноидальной категорией.

## Дистрибутивность
В общем случае существует канонический морфизм {\displaystyle X\times Y+X\times Z\to X\times (Y+Z)}, где плюс обозначает копроизведение объектов. Это следует из существования канонических проекций и вложений и из коммутативности следующей диаграммы:
Свойство универсальности для {\displaystyle X\times (Y+Z)} гарантирует при этом существование искомого морфизма. Категория называется дистрибутивной, если в ней этот морфизм является изоморфизмом.

## Матрица преобразований
Любой морфизм
{\displaystyle f\colon \bigoplus _{i\in I}a_{i}\to \bigotimes _{j\in J}b_{j}}
порождает множество морфизмов
{\displaystyle f_{ij}\colon a_{i}\to b_{j}}
задаваемых по правилу {\displaystyle f_{ij}=\pi _{j}\circ f\circ \imath _{i}} и называемых матрицей преобразования. Обратно, любая матрица преобразования {\displaystyle f_{ij}\colon a_{i}\to b_{j}} задаёт единственный соответствующий морфизм {\displaystyle \scriptstyle f\colon \bigoplus _{i\in I}a_{i}\to \bigotimes _{j\in J}b_{j}.} Если в категории существует нулевой объект {\displaystyle 0,} то для любых двух объектов {\displaystyle x,y} существует канонический нулевой морфизм: {\displaystyle 0_{xy}:x\to 0\to y.} В этом случае матрица преобразования {\displaystyle \scriptstyle f\colon \bigoplus _{i\in I}a_{i}\to \bigotimes _{i\in I}a_{i}}, задаваемая по правилу
{\displaystyle f_{ij}=\left\{{\begin{matrix}0_{a_{j}a_{i}},~i\neq j\\\mathrm {id} _{a_{i}},~i=j\end{matrix}}\right.}
называется единичной матрицей.
Пример
В категории конечномерных векторных пространств {\displaystyle {\mathcal {V}}ect_{f}} копроизведение пространств совпадает с их произведением и является их прямой суммой. В этом случае категорное и обычное определение матрицы преобразования совпадают, так как любое конечномерное пространство можно разложить в прямую сумму одномерных, а также и в прямое произведение одномерных. Различие состоит в том, что в категорном определении элементы матрицы — это преобразования одномерного пространства в одномерное, тогда как в обычном определении в этих одномерных пространствах выбраны базисы и можно указывать только координату образа базисного вектора пространства-прообраза в базисе пространства-образа.